# Sarıqamış (Samux)
Sarıqamış è un comune dell'Azerbaigian situato nel distretto di Samux. Conta una popolazione di 545 abitanti.